# 有罪的母亲

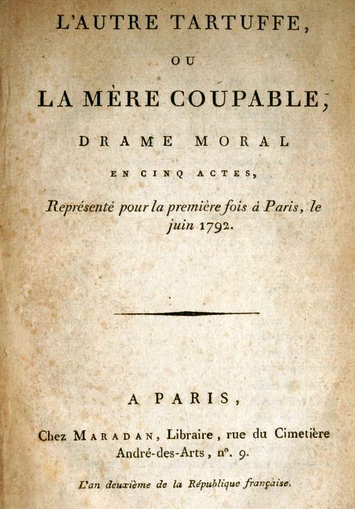
《有罪的母亲》第一版的扉页，出版于1794年。

《有罪的母亲》（法語：La Mère coupable） 副标题为《另一个伪君子》，是博马舍的费加罗三部曲里的第三部剧作；前两部为《塞維利亞的理髮師》和《费加罗的婚礼》。这是作者的最后一部剧作。它很少被复原。同三部曲的前两部作品一样，它被改编成歌剧，但是它尚未成为正式的表演剧目。

## 背景
费加罗和他的关联人物角色非常有名，以至于其他剧作家创作了《塞维利亚的理发师》和《费加罗的婚礼》的不少续集。最有名的有M－N Delon，他于1785年写了《Cherubin的婚礼》一剧，次年写了《Fanchette的婚礼》。在首次出版的《费加罗的婚礼》的前沿，作者博马舍就声明了他要创造续集的意图。
伪君子这个人物是巧取了财富的Bégearss。像莫里哀的原著里一样，他获得了对家族大家长的影响，甚至继任者最后明白了这种欺骗，这个侵入者还是严密控制了家族的事物，只在遇到困难时他才会被击败。 Bégearss 几乎是由博马舍的对手支持的，一个名叫 Nicolas Bergasse的律师, 作者与其在安西政府后期陷入了一桩复杂的法律纠纷。
博马舍于1791年初完成了这部戏剧。本计划由法兰西戏剧团演出，但作者失约了，因为剧团的管理盖过了作者的权利。随之替代，这部戏剧于1792年6月26日在新的玛黑剧院首演，然后在六周内演出了15场。不久之后，博马舍出于慎重考虑，因为政治原因自愿流放。他缺席的情况下，他的朋友们整理了剧本以出版，为防止投机出版商出版未授权的版本。 他们做了些许改变来迎合法国大革命的主流民意：特别是他们去除了Almaviva的贵族头衔“伯爵”和“伯爵夫人”。到1796年，博马舍回到巴黎，戏剧最终在1797年在法兰西戏剧团演出，在1799-1800年再次演出。 这部剧作随后不再公演，但在法兰西戏剧团于1990年成功重演。

## 角色
- Almaviva伯爵，一位有着贵族骄傲但没有虚荣心的西班牙贵族。
- Almaviva伯爵夫人, 非常忧郁，对一位天使虔诚。
- Chevalier Léon, 他们的儿子; 渴望自由和一切热烈思想的年轻人
- Florentine, Almaviva伯爵的受保护人和女儿，充满理想的年轻人
- Bégearss, 爱尔兰人，西班牙军队少校，伯爵任大使期间的秘书；深沉的人，大阴谋家，麻烦制造者
- 费加罗, 伯爵的仆人和密友; 有广泛经验和活动的老道的人
- 苏珊娜, 伯爵夫人的仆人和密友；费加罗的妻子；优秀的女人，甘于向她的情人奉献，放下年轻的幻想
- 法尔先生, 伯爵的公证人；较真和真诚的人
- Guillaume, Beggarss先生的贴身男仆；甘于为主人奉献的人

## 剧情

### 梗概
本剧发生在三部曲里前一部剧费加罗的婚礼的二十年后。故事的前提是多年前，当伯爵因为生意离开很长一段时间期间，伯爵夫人和凯鲁彬在一起度过了一夜。当伯爵夫人告诉凯鲁彬他们做的是错的，她不再见他后，凯鲁彬离开去战场，希望自己能战死沙场。当他快死了，他给伯爵夫人写了遗书，述说对她的爱和歉意，回忆了他们一起做过的事。伯爵夫人不忍毁掉这封信，把它藏在了爱尔兰人 Bégearss特制的盒子里, 来保存这封有罪的书信的秘密，确保伯爵永远不会发现它。不久之后，让伯爵夫人不安的是，她发现自己怀了凯鲁彬的孩子。 
这些年伯爵一直怀疑理欧不是自己的孩子，因此他已经迅速花销了自己的财产，以确保理欧不能继承，甚至伯爵去了很远的地方来宣告他的头衔，并搬家去巴黎；但是他从未表现出怀疑，因此从未正式与这个孩子断绝关系，甚至也没跟伯爵夫人说过他的怀疑。
同时，伯爵有一个私生女，叫Florestine。Beggarss想跟Florentine结婚，并确保她是伯爵的唯一继承人，他开始就伯爵夫人的秘密制造一系列麻烦。费加罗和苏珊娜，他们仍是夫妇，必须再次来帮助伯爵和伯爵夫人；同时，他们的非婚生子Leon和Florentine，他们秘密相爱。

### 剧情详解
第一场

费加罗和他的妻子苏珊娜仍为Almaviva伯爵和他的妻子Rosine服务，但是他们一家已经搬去了法国。伯爵在那儿想要分散他的巨大财产，不想把它留给他的继承人，Leon。这场剧在圣利欧日，伯爵夫人和凯鲁彬所生的儿子的生日。自从伯爵和伯爵夫人的唯一的儿子死于决斗，伯爵就对Leon充满敌意，他怀疑Leon是伯爵夫人通奸所生。爱尔兰人Beggars先生，被介绍到这个家庭。费加罗和苏珊娜怀疑他想背叛大家。他想和伯爵的被保护人Florentine结婚，想把也想同Florentine结婚的Leon，由费加罗陪着，赶去马耳他。Bégearss引导伯爵注意一封凯鲁彬曾写给伯爵夫人的信，其中确认了伯爵对他妻子不忠和Leon出身的怀疑。 
第二场
伯爵读信后非常生气，最后证实了他的怀疑。他同意Beggars与Florentine结婚。Beggarss告诉一家人Florentine其实是伯爵的女儿，因此他不能与Leon结婚。Florentine崩溃到泪奔，Leon也悲伤地无以自持。
第三场
伯爵夫人被劝说，跟Beggarss结婚是最Florentine最好不过的了；伯爵准备赠与Beggarss部分财产来置办婚礼。在Beggars的坚持下，伯爵夫人泪眼朦胧中烧了一直保存的凯鲁彬的信。婚礼将于晚间举办。 
第四场
伯爵夫人许诺Leon她将请求伯爵。她意图请求，但伯爵却忧郁她的不忠拒绝了她。伯爵夫人很茫然，伯爵随之召唤帮助。苏珊娜和费加罗发现Beggars的踪迹，并决定他必须被阻止跟Florestine结婚，不让他得到伯爵的财产。
第五场
费加罗和苏珊娜让伯爵和伯爵夫人相信Beggars是坏人，他企图骗他们。对Beggars背叛的揭露让伯爵和伯爵夫人重新在一起。Almaviva因为经历了Florentine从与Beggars的婚礼中解救出来悲伤不已，他准备放弃财产。费加罗却不希望让Beggars这个坏蛋卷着伯爵的钱跑了。
伯爵夫人收养了Florentine，告诉她不要与Beggars结婚；伯爵收养Leon。Beggars由公证人处回来，现在他在法律上强烈主张接收公爵的钱财。通过费加罗的复杂的技俩，Beggars最终失败，愤愤然空手而去。既然现在确认Leon是伯爵夫人的却不是伯爵的儿子，Florentine是伯爵的却不是伯爵夫人的女儿，他俩不存在血缘关系，可以与对方结婚。

## 歌剧
与费加罗系列其他两部剧一样，有歌剧版本；就剧幕本身，并没有想其他两部早前的剧本一样出名。首先提议把剧本有罪的母亲改变成歌剧的是 André Grétry, 但没有成功。Darius Milhaud的 La more couple (1966) 是是第一步完成的作品，Inger Wikström 改编成Den Brottsliga Modern。在  John Corigliano's 凡尔赛的鬼魂 中， 有博马舍鬼魂的副线索，作为与 Marie Antoinette (他与之相爱)的消遣, 召唤剧本演出的歌剧为Antonia的费加罗，声称这么做，他能改变历史，Marie Antoinette将不会处决。2010年4月，Thierry Pécou的歌剧 有罪的爱 ，把Eugène Green的歌剧剧本基于博马舍的剧本合并，在鲁恩歌剧院世界首演。 

## 资源
- Beaumarchais, Pierre Augustin Caron de. . Paris: Maradan. 1794. OCLC 23643607 （法语）.
- Howarth, William D. . London: Routledge. 2012. ISBN 1134985916.